# Dramša
Dramša (bulharsky Дръмша) je vesnice v Bulharsku a v roce 2005 měla 136 obyvatel. Vesnice se nachází v Sofijské oblasti.

## Dramšeňský znak
Zlatý lev v červeném poli.